# Liste der Baudenkmäler in Albaching

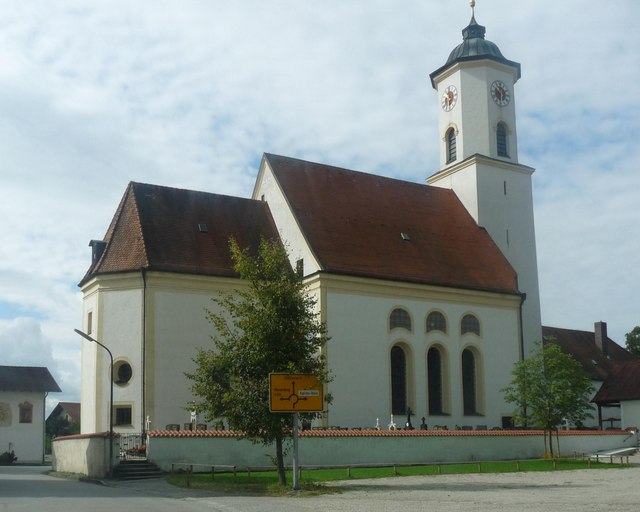
Pfarrkirche St. Nikolaus

Auf dieser Seite sind die Baudenkmäler in der oberbayerischen Gemeinde Albaching zusammengestellt. Diese Tabelle ist eine Teilliste der Liste der Baudenkmäler in Bayern. Grundlage ist die Bayerische Denkmalliste, die auf Basis des Bayerischen Denkmalschutzgesetzes vom 1. Oktober 1973 erstmals erstellt wurde und seither durch das Bayerische Landesamt für Denkmalpflege geführt wird. Die folgenden Angaben ersetzen nicht die rechtsverbindliche Auskunft der Denkmalschutzbehörde.

## Baudenkmäler nach Ortsteilen

### Albaching
| Lage                                                | Objekt                                 | Beschreibung | Akten-Nr.             | Bild           |
| --------------------------------------------------- | -------------------------------------- | --- | --------------------- | -------------- |
| Diebergfeld (Standort)                              | Bildstock                              | Tuffsteinpfeiler mit Kreuzaufsatz, bezeichnet mit „1749“, südlich des Ortes | D-1-87-186-4 Wikidata | weitere Bilder |
| Hohenlindener Straße 1 (Standort)                   | Katholische Pfarrkirche Sankt Nikolaus | Saalbau mit Satteldach, eingezogenem Chor und Westturm mit Welscher Haube, spätbarock, Anbau des Langhauses an das gotische Altarhaus nach Plan von Matthias Rösler durch Matthias Egger 1790, Turmneubau durch Gustav Vorherr 1811–12, mit Ausstattung | D-1-87-186-1 Wikidata | weitere Bilder |
| Moosfeld, an der Straße nach Hohenlinden (Standort) | Wegkreuz                               | Aus Holz, mit Schmerzensmutter, farbig gefasst, 18. Jahrhundert | D-1-87-186-3 Wikidata | Wegkreuz       |
| Schulweg 2 (Standort)                               | Pfarrhaus                              | Langgestreckter zweigeschossiger Walmdachbau, Ende 18. Jahrhundert, mit Ausstattung | D-1-87-186-2 Wikidata | weitere Bilder |

### Baumgarten
| Lage                                   | Objekt | Beschreibung                                                                                           | Akten-Nr.             | Bild           |
| -------------------------------------- | ------ | --- | --------------------- | -------------- |
| Baumgarten 1, In Baumgarten (Standort) | Stadel | Ständerbohlenbau mit Bundwerk und Flachsatteldach, Ende 18. Jahrhundert, wohl nach Nordwesten versetzt | D-1-87-186-5 Wikidata | weitere Bilder |

### Berg
| Lage                                     | Objekt                | Beschreibung                                                                          | Akten-Nr.             | Bild                  |
| ---------------------------------------- | --------------------- | ------------------------------------------------------------------------------------- | --------------------- | --------------------- |
| Bei Berg, bei Aigner Straße 2 (Standort) | Wegkreuz              | Holzkorpus mit Schmerzensmutter, am Schaft bezeichnet mit „1882“                      | D-1-87-186-9 Wikidata | Wegkreuz              |
| Schmied-Ring 1 (Standort)                | Ehemaliges Bauernhaus | Zweigeschossiger Flachsatteldachbau mit Putzgliederungen, gegen Mitte 19. Jahrhundert | D-1-87-186-6 Wikidata | Ehemaliges Bauernhaus |
| Schmied-Ring 2 (Standort)                | Stadel                | Bundwerkstadel mit Flachsatteldach, erste Hälfte 19. Jahrhundert                      | D-1-87-186-8 Wikidata | weitere Bilder        |

### Fuchsthal
| Lage                                           | Objekt                | Beschreibung | Akten-Nr.              | Bild           |
| ---------------------------------------------- | --------------------- | --- | ---------------------- | -------------- |
| Fuchsthal 1, am nördlichen Ortsrand (Standort) | Wegkreuz              | Hölzerner Corpus Christi und Maria mit hölzernem ornamentierten Wettermantel, Ende 19. Jahrhundert                                            | D-1-87-186-12 Wikidata | Wegkreuz       |
| Fuchsthal 4 (Standort)                         | Ehemaliges Bauernhaus | Einfirsthof, zweigeschossiger Flachsatteldachbau mit Blockbauobergeschoss, Giebelbundwerk und traufseitiger Laube, wohl Mitte 18. Jahrhundert | D-1-87-186-13 Wikidata | weitere Bilder |

### Grasweg
| Lage                 | Objekt       | Beschreibung | Akten-Nr.              | Bild           |
| -------------------- | ------------ | --- | ---------------------- | -------------- |
| Grasweg 2 (Standort) | Nebengebäude | Zweigeschossiger Zeltdachbau aus unverputztem Natursteinmauerwerk mit Backsteingliederungen, Mitte 19. Jahrhundert | D-1-87-186-14 Wikidata | weitere Bilder |

### Kottersberg
| Lage                        | Objekt     | Beschreibung                                                       | Akten-Nr.              | Bild       |
| --------------------------- | ---------- | ------------------------------------------------------------------ | ---------------------- | ---------- |
| Flur Kottersberg (Standort) | Hofkapelle | Kleiner Nischenbau, zweite Hälfte 19. Jahrhundert, mit Ausstattung | D-1-87-186-15 Wikidata | Hofkapelle |

### Stetten
| Lage                 | Objekt              | Beschreibung               | Akten-Nr.              | Bild                |
| -------------------- | ------------------- | -------------------------- | ---------------------- | ------------------- |
| Stetten 7 (Standort) | Stadel mit Bundwerk | Nach Mitte 19. Jahrhundert | D-1-87-186-18 Wikidata | Stadel mit Bundwerk |

### Zell
| Lage              | Objekt    | Beschreibung                                                   | Akten-Nr.              | Bild           |
| ----------------- | --------- | -------------------------------------------------------------- | ---------------------- | -------------- |
| Zell 3 (Standort) | Bildstock | Vierkantpfeiler mit abgesetzter Laterne, bezeichnet mit „1745“ | D-1-87-186-21 Wikidata | weitere Bilder |